# Joaquim Llovet i Verdura
Joaquim Llovet i Verdura (Mataró, 14 de novembre de 1921 — 27 d'agost de 2017) va ser un historiador mataroní considerat una de les figures més destacades de la història local a Catalunya, la qual va contribuir a renovar amb la introducció de metodologies pròpies dels corrents moderns de la historiografia científica. És autor d'importants contribucions sobre la història local de Mataró i el Maresme, així com sobre la història de la marina catalana del segle xviii i el segle xix.

## Biografia
Va néixer l'any 1921 en el si d'una família treballadora i va estudiar als Maristes del carrer Sant Josep, però mai no va cursar estudis universitaris. L'any 1934, a l'exposició sobre la història de Mataró a la Biblioteca Popular, li van regalar el llibre Origen i fets històrics de Mataró de Marià Ribas, que despertà la seva vocació d'historiador autodidacte. Tres anys més tard, a l'edat de setze, començà a treballar a l'Ajuntament de la ciutat, ordenant i classificant l'Arxiu Municipal –més tard esdevingut comarcal– que es trobava en un estat deplorable després dels estralls que havia provocat la Guerra Civil espanyola.
Durant els anys quaranta va escriure articles periodístics sobre diverses temàtiques –cinema, esport, entrevista, cròniques fetes durant el servei militar a Melilla– però va ser el 1948, amb motiu del centenari del primer ferrocarril de la península Ibèrica que va unir la capital del Maresme amb Barcelona, que publicà un primer estudi rigorós sobre l'economia mataronina del segle xx.
A partir d'aquest moment, sempre combinant-ho amb altres ocupacions laborals com la d'administratiu en una fàbrica de gènere de punt, va endegar diverses recerques sobre qüestions d'història i arqueologia local. Gràcies a ell, es van poder fer les transcripcions del llatí de la majoria de pergamins de l'edat mitjana que conserva l'Arxiu Comarcal relacionats amb Mataró. A l'estudi Sobre la data de l'anomenat primer cens de Catalunya (1954-55) va posar de manifest per primera vegada l'anacronisme de Pròsper de Bofarull, que havia atribuït a l'any 1359 el fogatge de 1378.
Més tard va escriure els dos volums de La ciutat de Mataró per a l'Enciclopèdia de Catalunya que editava l'Editorial Barcino, publicats el 1959 i 1961. Aquesta obra, considerada modèlica i que va fixar el relat històric contemporani sobre la ciutat, va despertar un gran interès atesa la seva voluntat de renovació historiogràfica amb base científica, incorporant les tesis i la metodologia de la nova història social de l'Escola dels Annales francesa, promoguda a Catalunya per Jaume Vicens i Vives i altres. Tant és així que quaranta anys després la Caixa d'Estalvis Laietana va reeditar-la, unint els dos volums en un sol llibre titulat Mataró, des orígens de la vila a la ciutat contemporània (2000).
La seva obra posterior abasta diverses desenes de treballs sobre qüestions inèdites o poc estudiades d'història local i naval, principalment dins el període de l'Edat Moderna. Fruit d'aquests treballs, en la seva maduresa el món universitari el reconegué com un dels historiadors modernistes catalans més rellevants de la segona meitat del segle xx.
Llovet col·laborà fins a la seva mort amb diverses iniciatives d'àmbit local i molt especialment amb el Museu Arxiu de Santa Maria de Mataró i la seva revista Fulls del Museu Arxiu de Santa Maria.

## Reconeixements
Arran del salt qualitatiu que va impulsar en els estudis d'història local, Llovet va rebre diversos reconeixements acadèmics. Entre 1965 i 2008 va guanyar en sis ocasions el Premi Iluro de Monografia Històrica, essent l'autor que més n'ha rebut. També va ser nomenat membre corresponent de l'Acadèmia de Bones Lletres de Barcelona (1967) i de la Real Academia de la Historia (1990), i membre honorari del Departament d'Història Moderna de la Universitat de Barcelona.
L'any 2004 un grup de representants d'entitats ciutadanes de Mataró van proposar que es concedís a l'historiador la Medalla de la Ciutat, però tot i comptar amb el suport dels grups polítics municipals i de l'alcalde del moment, Joan Antoni Baron, la iniciativa no prosperà per la negativa en rodó de Llovet, que no volgué acceptar-la al·legant que no la mereixia.
Poc després de morir li fou concedit el guardó Cultura Mataró 2016 a la Trajectòria i personalitat mataronina, destacant que «La ingent labor investigadora que va dur a terme al llarg de la seva dilatada trajectòria va permetre elaborar una història de base local i de caràcter científic, que va ajudar a comprendre els grans processos històrics que va viure Catalunya en els últims segles de l'Edat Moderna. Al mateix temps, va posar en el mapa la ciutat de Mataró com a paradigma dels canvis econòmics i socials de la Catalunya del segle XVIII».

## Obra destacada
- «El problema de l'origen de les santes Juliana i Semproniana». Butlletí de la Societat Catalana d'Estudis Històrics, 1955, pàg. 47-53.
- «Sobre la data de l'anomenat primer cens de Catalunya». Butlletí de la Societat Catalana d'Estudis Històrics, 1963, pàg. 25-26.
- La ciutat de Mataró (2 vols.).  Barcelona: Barcino, 1959/1961 (Enciclopèdia de Catalunya, vols. 30 i 32).
- Mataró, 1680-1719: el pas de vila a ciutat i a cap de corregiment.  Mataró: Caixa d'Estalvis de Mataró, 1966 (Premi Iluro 1965).
- Constructors navals de l'ex-província marítima de Mataró. 1816-1875.  Mataró: Caixa d'Estalvis de Mataró, 1971 (Premi Iluro 1970).
- Cartes a Veracruz. Comerç americà i guerra napoleònica en la correspondència de Cabanyes, Cortecans, Pasqual i cia. (1804-1813).  Barcelona: Rafael Dalmau, 1974 (Premi Iluro 1973). ISBN 84.232.0314.X.
- La Caja de Ahorros de Mataró a 1859 a 1912. De su fundación a los inicios a la moderna institución de ahorro.  Mataró: Caja de Ahorros Layetana, 1977.
- La matrícula de mar i la província de Marina de Mataró al segle XVIII.  Barcelona: Rafael Dalmau, 1980 (Premi Iluro 1979). ISBN 84-232-0165-1.
- Alsina, March i Cona (1794-1808). Tràfic colonial, bloqueig marítim i comerç de neutrals.  Mataró: Caixa d'Estalvis Laietana, 1986 (Premi Iluro 1985). ISBN 84.232.0247.X.
- Mataró, dels orígens de la vila a la ciutat contemporània.  Mataró: Caixa d'Estalvis Laietana, 2000. ISBN 84-923896-2-1.
- Mataró, tricentenari del títol de ciutat (1702-2002).  Mataró: Caixa d'Estalvis Laietana, 2002.
- Mataró, 1680-1719: el pas de vila a ciutat i a cap de corregiment. 2a edició.  Mataró: Caixa d'Estalvis Laietana, 2002 (Premi Iluro 1965). ISBN 84.923896.8.0.
- Els viatges del capità Moreu. Entre la dominació napoleònica i la insurgència mexicana (1808-1815).  Mataró: Caixa d'Estalvis Laietana, 2009 (Premi Iluro 2008). ISBN 978-84-933109-7-4.